# Tuimeldijk

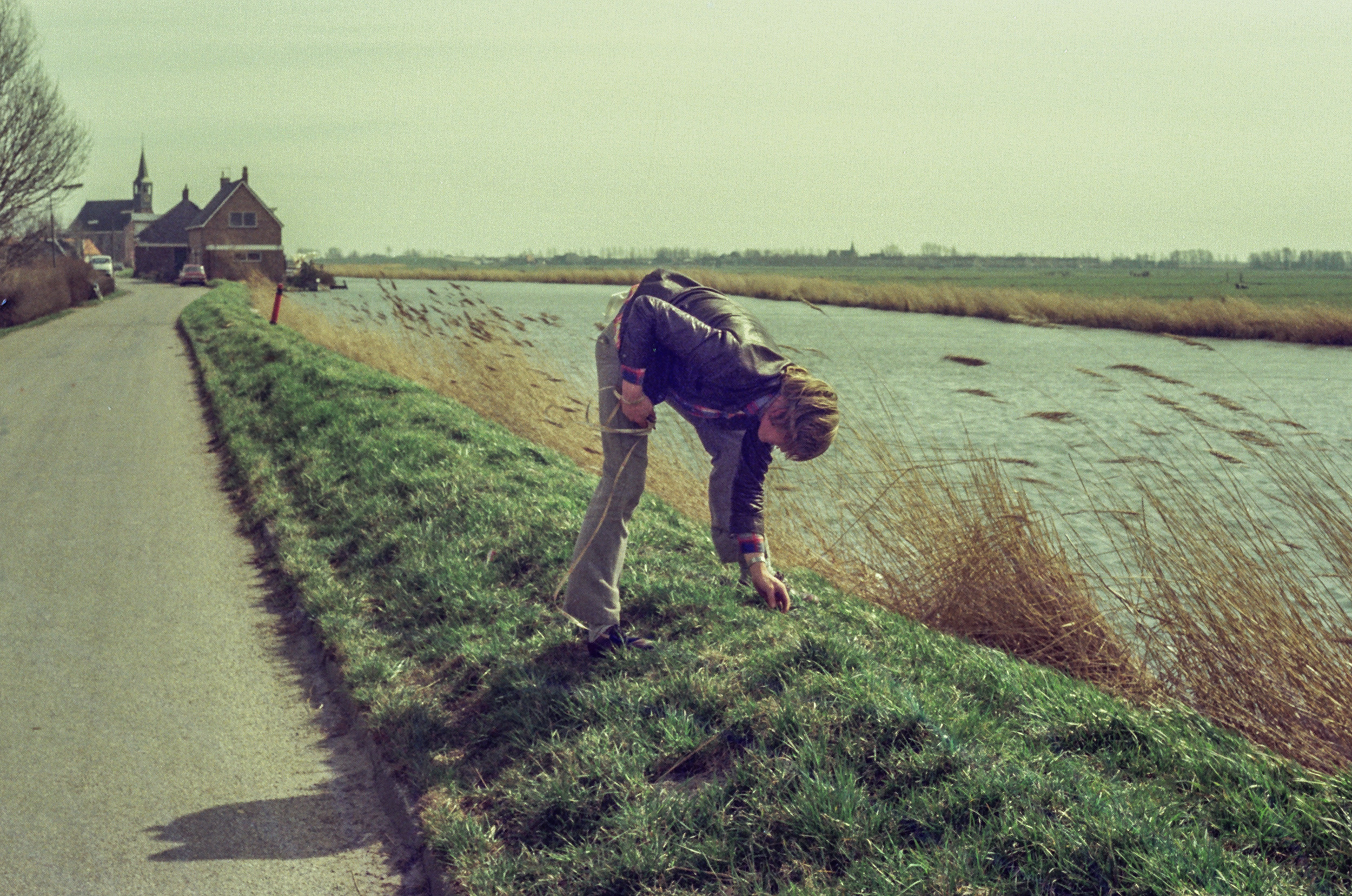
Tuimelkade in de polder Beschoot

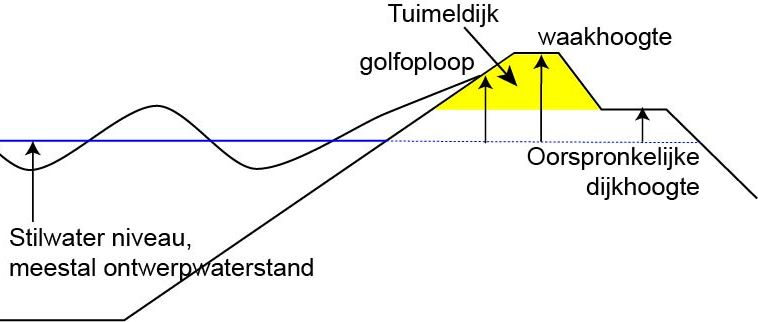
principe van een tuimeldijk

Een tuimeldijk of tuimelkade is een laag dijkje dat aangelegd wordt boven op een bestaande dijk om het overslaan van water tegen te gaan. Over het algemeen wordt een tuimeldijk aangelegd als een soort noodmaatregel als blijkt dat de bestaande dijk niet hoog genoeg is.

## Ontwerp van een tuimeldijk
Een goed ontworpen tuimeldijk voorkomt alleen overmatige overslag van golven; het is dus nadrukkelijk niet de bedoeling dat de tuimeldijk ook water keert. De onderkant van de tuimeldijk ligt dus boven de optredende waterstand bij een storm of hoog water op de rivier. In het verleden zijn vaak tuimeldijken aangelegd zonder dat er goed naar de maximale waterstand gekeken is; bij een stormvloed of bij een extreem hoge rivierwaterstand worden die tuimeldijken dan waterkerend, waar ze eigenlijk dus niet op berekend zijn.
Een tuimeldijk wordt meestal zo ontworpen dat bij extreme waterstanden en golven er wel enige golfoverslag is. De golven "tuimelen" dan over de dijk, vandaar de naam. Dit betekent wel dat het binnentalud van de dijk zodanig moet worden uitgevoerd dat het bestand is tegen enige golfoverslag. Ook moet de kruin van de oorspronkelijke dijk erosiebestendig zijn. In veel gevallen zal dat een weg zijn, dus dat is dan geen probleem.
Opmerking: een tuimeldijk moet niet verward worden met een kanteldijk.